# إطلاق النار على شون مونتيروسا
شون مونتيروسا هوَ مُواطِنٌ أمريكي لاتيني يبلغ من العمر 22 عامًا، قَتلته الشرطَة في فاليجو في كاليفورنيا بِتاريخ 2 يونيو 2020. كان غير مُسلح، وانحنى على ركبتيه، ورفعَ يديه في الهواء عندما أطلقَ عليه ضابط النار من خلال زجاجه الأمامي. تُوفي في وقتٍ لاحقٍ في مستشفى محلي.
في اليوم التالي، كَشَفَ مؤتمر صحفي على أنَّ مونتيروسا تُوفيَ بسبب «إطلاق نار من ضابط مُتورط»، لكنَّه رفضت تقديم تفاصيل حَول ما إذا كانت قاتلة ومن المُتورط. لم يُكشف عن اسم المُتورِّط. وبينما قُتل مُونتيروسا في الساعة 12:30 من صباحَ الثلاثاء، لم تكشف الشرطة عن وفاته حتى مؤتمر صحفي يوم الأربعاء. وقالَ رئيس الشرطة شوني ويليامز إن الشرطة كانت ترد على مُكالمة لنهبٍ مُحتمل في والغرينز وزعم أنَّ الضابط أَخطأ بمطرقة في جيب مونتيروسا بمُسدس. أثار الحدثُ غضبًا في منطقة خليج سان فرانسيسكو، خاصَّةً في فاليجو، التي لها تاريخٌ طويلٌ معَ عنف الشرطة، وشكاوى القوة المُفرطة، وعمليات القتل البارزة بما في ذلك إطلاق النار على ويلي ماكوي.
قبل أقل من ساعة من إطلاق النار على مونتيروسا أرسلَ عريضةً إلى أخته يُطالب فيها بالعدالة لجورج فلويد، الذي قتل على يد شُرطة منيابولس قبلَ أسبوع.
نشأَ مُونتيروسا في سان فرانسيسكو والتحقَ بِمدرسة ثانوية للفُنون. وعمل في أندية بنين وبنات أمريكا، ويُمثل أسرته مُحامي الحقوق المدنية جون بوريس.